# Autobrouwerijsyndroom
Autobrouwerijsyndroom of gut fermentation syndrome komt voor bij mensen die in hun eigen lichaam alcohol produceren op basis van suikers die ze innemen.

## Kenmerken
De dikke darm van de mens bevat als endogene stoffen fermenterende gisten en bacteriën die suikers uit ingenomen koolhydraten omzetten in ethanol of alcohol. Bij een normale vertering zorgt dat voor een minieme bloedalcoholwaarde van 0,003 promille in het lichaam. Bij diabetici of mensen met een levercirrose kan dat tientallen keren hoger zijn, ergens tussen 0,03 en 0,11 promille.
Volgens wetenschappelijke vakliteratuur over het autobrouwerijsyndroom kan de bloedalcoholwaarde oplopen tot 0,2 promille door een overgroei aan fermenterende gisten en bacteriën in het darmstelsel of een andere samenstelling van de microbiota. Het syndroom kan dezelfde uiterlijke kenmerken als bij dronkenschap veroorzaken, onder meer duizeligheid en vertraagde reactiesnelheid.

## Diagnose
Het syndroom is een zeer zeldzame aandoening die wordt gediagnosticeerd met een koolhydraatbelasting. De patiënt moet koolhydraatrijke maaltijden eten en daarbij frequent bloedanalyses laten afnemen, weliswaar in een gecontroleerde omgeving om alcoholinname te voorkomen. Een andere methode is een glucosetest waarbij de patiënt glucose drinkt en vervolgens na één uur en na twee uur wordt getest om te kijken of er alcohol verschijnt.

## Remedies
Een remedie is een eiwitrijk-koolhydraatarm dieet. Een antibioticakuur kan soms soelaas bieden, maar genezing is niet zeker omdat het onbekend is welke micro-organismen het syndroom veroorzaken. Een andere mogelijke oplossing is een stoelgangtransplantatie, die de darmflora kan veranderen.

## In de media
In populaire media komt het autobrouwerijsyndroom meestal ter sprake wanneer iemand het gebruikt als al dan niet vals excuus bij een rechtbank om rijden onder invloed te verantwoorden. In 2024 bijvoorbeeld werd bij een Belgische bestuurder uit Brugge tijdens een politiecontrole 1,63 promille alcohol in zijn bloed gemeten, terwijl hij beweerde geen alcohol te hebben genuttigd in de 24 uren daarvoor. Dit was acht keer meer dan het mogelijke maximum dat gepubliceerde studies melden over het syndroom, maar drie onafhankelijke onderzoeken bewezen dat de bestuurder wel degelijk aan het syndroom leed en dus niet overdadig alcohol had ingenomen. De bestuurder werd door de Belgische politierechtbank vrijgesproken, maar moest wel het syndroom laten behandelen of een koolhydraatarm dieet aanhouden om nog te mogen rijden zonder bestraft te worden.